# Illja Subkow
Illja Dmytrowytsch Subkow (ukrainisch Ілля Дмитрович Зубков, wiss. Transliteration Illja Dmytrovyč Zubkov; * 21. April 1998 in Kiew) ist ein ukrainischer Fußballspieler.

## Karriere

### Verein
Subkow begann seine Karriere bei Dynamo Kiew. Im November 2015 debütierte er für die Zweitmannschaft von Dynamo in der Perscha Liha, als er am 17. Spieltag der Saison 2015/16 gegen Desna Tschernihiw in der 66. Minute für Mychajlo Udod eingewechselt wurde. Bis Saisonende kam er zu acht Einsätzen für Dynamo-2 Kiew in der zweiten ukrainischen Liga. Nach der Saison 2015/16 wurde das Team aufgelöst, woraufhin Subkow in den Kader der U-19-Mannschaft rückte.
Im Februar 2017 wechselte er nach Tschechien zum Drittligisten SK Benešov. Zur Saison 2017/18 wechselte er zum Zweitligisten FC Sellier & Bellot Vlašim. Für Vlašim kam er jedoch zu keinem Einsatz. Zur Saison 2018/19 wechselte er zur U-21-Mannschaft von Bohemians Prag 1905.
Im Juli 2019 wechselte er zum österreichischen Zweitligisten Kapfenberger SV, bei dem er einen bis Juni 2020 laufenden Vertrag erhielt. Nach der Saison 2019/20 verließ er die Steirer.
Daraufhin kehrte er zur Saison 2020/21 in die Ukraine zurück und schloss sich dem Zweitligisten FK Aljans Lypowa Dolyna an, für die er 26 Spiele bestritt und drei Tore schoss. Nach der Saison war er zunächst vereinslos. Im September 2021 nahm ihn der Erstligist Metalist 1925 Charkiw unter Vertrag.

### Nationalmannschaft
Subkow absolvierte im März 2016 ein Spiel für die ukrainische U-20-Auswahl.